# CRIMSON (음반)
《CRIMSON》(크림슨)은 일본의 여가수 나카모리 아키나(中森明菜)의 열 번째 정규 음반으로 1986년 12월 24일에 발매하였다.  (LP: L-12650, CT: LKF-8150, CD: 32XL-190) 음반의 제목인 크림슨은 바로 심홍색으로, 오리콘은 이 음반을 일러 노을진 바다와 하늘의 색, 입술의 색, 그리고 애프터 파이브 드레스의 색이라고 묘사했다. 곡은 모두 싱어송라이터인 다케우치 마리야와 고바야시 아키코에게서 받았다. 1987년 1월 12일, 오리콘 주간 LP&TAPES 차트에 처음으로 진입, 1위를 달성하였고 그 다음 주인 1월 19일에도 1위를 차지하는 등 2주 연속 정상을 지켰고, 1월 12일의 주의 매상까지 계산하여 통산 3주간 정상을 차지했다. LP판으로는 23주간 차트 톱100에 머물렀으며 1987년 연간 LP&TAPES 차트 3위를 기록하였다. 또한 이 음반으로 1987년 제29회 일본 레코드 대상에서 우수앨범상을 수상하였다.

## 수록곡
| #            | 제목                                                                           | 작사            | 작곡            | 편곡          | 재생 시간 |
| ------------ | ------------------------------------------------------------------------------ | --------------- | --------------- | ------------- | --------- |
| 1.           | 〈〈MIND GAME〉〉                                                              | 허영자          | 고바야시 아키코 | 사기스 시로   | 4:59      |
| 2.           | 〈〈역〉(駅 에키[*])〉                                                         | 다케우치 마리야 | 다케우치 마리야 | 시이나 카즈오 | 5:00      |
| 3.           | 〈〈약속〉(約束 야쿠소쿠[*])〉                                                 | 다케우치 마리야 | 다케우치 마리야 | 시이나 카즈오 | 4:05      |
| 4.           | 〈〈핑크 샴페인〉(ピンク・シャンパン 핀쿠 샨판[*])〉                           | 미우라 요시코   | 고바야시 아키코 | 사기스 시로   | 4:03      |
| 5.           | 〈〈OH NO, OH YES!〉〉                                                         | 다케우치 마리야 | 다케우치 마리야 | 시이나 카즈오 | 4:47      |
| 6.           | 〈〈엑조티카〉(エキゾティカ 에키조티카[*])〉                                   | 유카와 레이코   | 고바야시 아키코 | 사기스 시로   | 4:49      |
| 7.           | 〈〈모자이크의 성〉(モザイクの城 모자이쿠노시로[*])〉                          | FUMIKO          | 고바야시 아키코 | 사기스 시로   | 3:58      |
| 8.           | 〈〈JEALOUS CANDLE〉〉                                                         | 요시모토 유미   | 고바야시 아키코 | 사기스 시로   | 3:52      |
| 9.           | 〈〈붉은 에나멜〉(赤のエナメル 아카노에나메루[*])〉                            | 다케우치 마리야 | 다케우치 마리야 | 시이나 카즈오 | 4:23      |
| 10.          | 〈〈믹 재거에게 미소를〉(ミック・ジャガーに微笑みを 밋쿠자가니호호에미오[*])〉 | 다케우치 마리야 | 다케우치 마리야 | 시이나 카즈오 | 4:40      |
| 총 재생 시간 | 총 재생 시간                                                                   | 총 재생 시간    | 총 재생 시간    | 총 재생 시간  | 44:36     |